# Lluciapomaresius anapaulae
Lluciapomaresius anapaulae is een rechtvleugelig insect uit de familie van de sabelsprinkhanen (Tettigoniidae). De wetenschappelijke naam van deze soort is voor het eerst voorgesteld als Uromenus anapaulae door Gerhard Schmidt in een publicatie uit 2009.
Deze soort komt voor in het westelijk deel van Midden-Portugal.